# Harold Mahony
Harold Segerson Mahony (13. februar 1867 i Edinburgh, Skotland – 27. juni 1905 i County Kerry, Irland) var en irsk tennisspiller, der er bedst kendt for at have vundet Wimbledon-mesterskabet i herresingle i 1896. Han vandt endvidere adskillige andre prestigefyldte turneringer, ligesom han hjembragte tre medaljer fra de olympiske lege i Paris i 1900.
Mahony største styrke var flugtspillet, som han mestrede til perfektion. Han "levede" ved nettet, som han hyppigt løb frem til, og hvor den 191 cm høje irer kunne udnytte sin enorme rækkevidde. Han rådede samtidig over en formidabel baghånd og en storslået serv. Hans forhånd var til gengæld mindre bemærkelsesværdig, og hans konkurrent, George Hillyard, skrev bl.a. at "han aldrig lærte den rigtige måde at slå et forhåndsslag."

## Biografi

### Barn- og undgom
Harold Mahony var den eneste søn af Richard John Mahony, en velhavende irsk advokat, østersavler og øens sjettestørte jordejer, og Mary Mahony. Harold havde en tre år ældre storesøster, Nora Eveleen, og en to år yngre lillebror, Hardress Waller, der imidlertid døde 18 dage gammel.
Familien havde hjemme på Dromore Castle i County Kerry på øen Irland men havde også et hus, Dalmore Lodge, i Edinburgh-bydelen Leith i Skotland, og det var under et af familiens ophold i Edinburgh, at Harold Mahony kom til verden den 13. februar 1867 på adressen 21 Charlotte Square. Det meste af hans barndom blev imidlertid tilbragt på Dromore Castle, hvor der blev anlagt en tennisbane, eftersom den unge Harold viste en spirende interesse for sporten.

### Tenniskarriere
På den tid var tennis en stor sportsgren i Irland, og de irske tennismesterskaber rangerede prestigemæssigt næsten på højde med Wimbledon-mesterskaberne. Og blandt mange gode irske spillere i den æra huskes især de fire spillere, der vandt samtlige tre titler ved Wimbledon-mesterskaberne i 1890: Willoughby Hamilton i herresingle, Lena Rice i damesingle samt Joshua Pim og Bram Stoker i herredouble.
Mahony blev hurtigt en af tidens mest populære spillere. Den 191 cm høje, attraktive irer var af en vidunderlig, afslappet natur og han elskede at optræde for publikum, der til gengæld nød hans dynamiske spillestil. George Hillyard beskrev ham som "det mest generøse, hjertelige, uformelle, uansvarlige 75 tommer lange irske pragteksemplar, der nogensinde havde betådt en tennisbane." Hillyard beskrev ham endvidere som "tennisverdenens optimist", hvis "frygtløse ånd altid var uforfærdet", og han tilføjede, at "i alle de år, jeg kendte ham, så jeg ham ikke en eneste gang i dårligt humør".
Netop i 1890 debuterede Harold Mahony i Wimbledon-mesterskaberne, hvor han blev slået ud i første runde af amerikaneren Deane Miller. Allerede de to følgende år, i 1891 og 1892, nåede han semifinalerne, og i 1893 nåede han helt frem til all comers-finalen, men alle tre gange agerede hans landsmand Joshua Pim stopklods. I 1894 vandt Mahony kun fem partier, da han tabte til Ernest Lewis allerede i anden runde. 
Mahony opholdt sig derefter en tid i Amerika midt i 1890'erne, inden han vendte tilbage til England og endelig vandt Wimbledon-titlen i 1896. Efter en tæt femsætssejr i første runde over Reggie Doherty, der senere vandt mesterskabet fire gange i perioden 1897-1900, spillede han målrettet efter titlen. I all comers-finalen besejrede han Wilberforce Eaves 6-2, 6-2, 11-9, hvilket skaffede ham en kamp om titlen mod den forsvarende mester, Wilfred Baddeley, i udfordringsrunden. Mahony vandt i fem sæt: 6-2, 6-8, 5-7, 8-6, 6-3, og de 57 partier var det højeste antal i en Wimbledon-finale, indtil Jaroslav Drobny og Ken Rosewall spillede 58 partier i finalen i 1954. Han blev dermed den sidste skotskfødte spiller, der vandt en grand slam-titel, indtil Jamie Murray 111 år senere vandt US Open-mesterskabet i mixed double 2007.
Under udfordringssystemet havde han ret til at forsvare sin titel i 1897, men han tabte med 3-0 i sæt til Reginald Doherty. 
Han vandt endvidere herresingletitlen i British Covered Court Championships i 1893, der blev spillet i Queen's Club i London, og han forsvarede med held sin titel året efter. I 1895 opgav han at forsvare sin titel på grund af sygdom.
Ved de olympiske lege i Paris i 1900 vandt Mahony sølvmedalje i herresingle og mixeddouble og bronzemedalje i herredouble. Han sejrede endvidere i Kent Championships i 1899, hvor han vandt over Wilberforce Eaves i finalen, og i 1904, hvor Brame Hillyard tabte i finalen.

### Død
Mahony blev dræbt den 25. juni 1905 i et cykelstyrt på vej ned ad en stejl bakke nær Caragh Lake i County Kerry, 38 år gammel.

## Turneringssejre

### Grand slam-titler
| År   | Mesterskab               | Finalemodstander | Finaleresultat          |
| ---- | ------------------------ | ---------------- | ----------------------- |
| 1896 | Wimbledon-mesterskaberne | Wilfred Baddeley | 6–2, 6–8, 5–7, 8–6, 6–3 |

### Andre titler
Listen er formentlig ikke komplet.
| År   | Mesterskab                        | Finalemodstander  | Finalescore             |
| ---- | --------------------------------- | ----------------- | ----------------------- |
| 1889 | Dublin University-mesterskaberne  | Hume Jones        | 8–6, 6–2, 8–6           |
| 1890 | Cheltenham                        | James Baldwin     | 6–1, 1–6, 6–1, 6–4      |
| 1891 | Leicester                         | Joshua Pim        | 7–5, 6–2, 2–6, 4–6, 6–4 |
| 1891 | Northumberland-mesterskaberne     | Tom Chaytor       | 6–2, 6–4, 6–3           |
| 1892 | Leicester                         | Joshua Pim        | 6–1, 6–2, 6–1           |
| 1893 | Queen's indendørsmesterskaber     | Horace Chapman    | 6–2, 0–6, 6–1           |
| 1893 | Britiske indendørsmesterskaber    | Ernest Meers      | 6–2, 6–2, 6–4           |
| 1893 | Middlesex-mesterskaberne          | Horace Chapman    | 6–3, 6–4, 6–4           |
| 1893 | Darlington                        | George Orme       | 6–2, 6–2, 6–4           |
| 1894 | Britiske indendørsmesterskaber    | Guy Pilkington    | 6–4, 8–10, 6–2          |
| 1894 | Hyde Park-indendørsmesterskaber   | Ernest Meers      | 6–3, 6–3, 6–4           |
| 1894 | Leicester                         | Roy Allen         | w.o.                    |
| 1894 | Queen's Club-mesterskaberne       | Harry Barlow      | 6–2, 6–3, 6–3           |
| 1894 | Nottingham                        | Roy Allen         | 8–6, 6–3, 9–7           |
| 1895 | Buxton                            | David Chaytor     | 6–2, 3–6, 2–6, 7–5, 6–3 |
| 1896 | Middlesex-mesterskaberne          | Turketil Greville | 8–6, 6–2, 6–2           |
| 1896 | Queen's Club-mesterskaberne       | Reggie Doherty    | 11–9, 6–4, 6–4          |
| 1896 | West of England-mesterskaberne    | Bill Larned       | 6–3, 6–3, 6–3           |
| 1898 | Irske mesterskaber                | Wilberforce Eaves | 6–1, 5–7, 9–7, 8–6      |
| 1898 | Middlesex-mesterskaberne          | Turketil Greville | 4–6, 6–4, 7–5, 6–2      |
| 1898 | Midland Counties-mesterskaberne   | Ernest Black      | 3–6, 6–4, 6–2, 7–5      |
| 1898 | Internationale tyske mesterskaber | Joshua Pim        | 6–3, 6–3, 4–6, 6–4      |
| 1898 | Walisiske indendørsmesterskaber   | Laurie Doherty    | 5–7, 6–4, 7–5, 6–4      |
| 1899 | Middlesex-mesterskaberne          | Turketil Greville | 5–7, 2–6, 6–1, 6–1, 6–4 |
| 1899 | Kent-mesterskaberne               | Wilberforce Eaves | 6–1, 6–1, 6–8, 3–6, 8–6 |
| 1899 | Queen's Club-mesterskaberne       | Arthur Gore       | 8–10, 6–2, 7–5, 6–1     |
| 1899 | Northumberland-mesterskaberne     | Wilberforce Eaves | 8–6, 6–3                |
| 1899 | Europamesterskabet                | Reggie Doherty    | w.o.                    |
| 1899 | Dinard                            | Arthur Gore       | 6–4, 6–2, 6–4           |
| 1900 | Middlesex-mesterskaberne          | Arthur Gore       | 6–2, 6–4, 6–2           |
| 1902 | Leicester                         | Laurie Doherty    | w.o.                    |
| 1903 | Middlesex-mesterskaberne          | Brame Hillyard    | 3–6, 6–2, 6–3, 3–6, 6–3 |
| 1903 | Reading                           | Alfred Crawley    | 6–3, 8–6                |
| 1904 | Middlesex-mesterskaberne          | Frederick Payn    | 3–6, 6–1, 6–2, 6–4      |
| 1904 | Kent-mesterskaberne               | Brame Hillyard    | 6–3, 8–6, 7–9, 4–6, 6–3 |
| 1904 | Berkshire-mesterskaberne          | Walter Crawley    | 5–7, 6–1, 6–4           |
| 1904 | Gipsy                             | Alfred Beamish    | 6–1, 5–7, 6–2, 6–1      |
| 1904 | Crystal Palace                    | Ernest Parton     | 6–3, 6–2                |